# Riccardo Sardonè
Riccardo Sardonè (ur. 15 marca 1977 w Mediolanie) – włoski aktor filmowy i telewizyjny.
Mając 18 lat przeniósł się do Kanady, gdzie uczęszczał do szkoły teatralnej “Quelli di Grock” i studiował aktorstwo w Vancouver Academy of Dramatic Arts. W latach 1999–2000 był asystentem w quizie OK, il prezzo è giusto!. W 2000 roku zadebiutował jako aktor w miniserialu telewizji RAI Uno Paweł z Tarsu jako Szczepan. Wyjechał do Londynu, gdzie rozpoczął karierę jako model dla Giorgio Armaniego, Dolce & Gabbana i Valentino. Ponadto wystąpił w kilku reklamach.

## Filmografia

### filmy fabularne
- Wybacz, ale będę ci mówiła skarbie (Scusa ma ti chiamo amore, 2008)[4] jako Marcello Santi
- Alta infedeltà (2010)

### produkcje TV
- Paweł z Tarsu (2000) jako Szczepan
- CentoVetrine (2001)
- Tre donne sole ma non troppo (2003)
- Ferrari (2003)
- Rzymska wiosna Pani Stone (The Roman Spring of Mrs Stone, 2003) jako Marco
- O la va, o la spacca (2004)
- L’avvocato – odc.: Gassa d’amante (2004) jako handlarz
- Radio Sex (2006)
- R.I.S. 3 – Delitti imperfetti – odc.: La vendetta è un piatto freddo (2007)
- Incantesimo 9-10 (2007-2008) jako Luca Mauri
- Stuck – The Chronicles of David Rea (2012) jako David Rea